# 30 травня
30 травня — 150-й день року (151-й у високосні роки) у григоріанському календарі. До кінця року залишається 215 днів.

## Свята і пам'ятні дні

### Міжнародні
- ООН: Всесвітній день боротьби проти астми і алергії.[1] (ВООЗ)
- День жіночої емансипації (День емансіпе)
- Міжнародний день обіймів вашої кішки.

### Національні
- Хорватія: День державності (неробочий день, знову з 2020 року)
- Хорватія: День парламенту.(1990)
- Польща: День прийомного батьківства (з 2006 року)
- Іспанія: День Канарських островів. (Día de las Canarias)
- Нікарагуа: День матері.
- Перу: Національний день картоплі. (Día nacional de la papa)
- США:
  - День Ронні Джеймса Діо.
  - День м'ятного джулепа.

### Релігійні

#### Християнство
Католицька церква:
- День святої Жанни д'Арк
- День святого Фернанда Кастильського
- День Блаженної Марти Вецької

 Православна церква:
- Преподобного Ісаакія, сповідника, ігумена обителі Далматської.

 Лютеранська церква:
- День Святого Ієроніма Празького.

### Іменини
✙ Православні: 

✝  Католицькі: Фелікс, Ян, Жанна, Фердинанд (Фернан, Фернандо), Анастас, Андронік, Андрій, Василь

## Події
- 1381 — початок селянського повстання в Англії.
- 1431 — в Руані спалено Жанну д'Арк.
- 1536 — король Англії Генріх VIII одружився з Джейн Сеймур, фрейліною його перших двох дружин.
- 1574 — Генріх III став королем Франції.
- 1635 — Тридцятилітня війна: підписаний Празький мир.
- 1805 — Військовий наказний отаман Матвій Платов заснував Новочеркаськ як новий адміністративний центр Землі Війська Донського
- 1871 — падіння Паризької комуни

- 1876 — у німецькому містечку Емс російський цар Олександр ІІ підписав Емський указ, спрямований на придушення української мови та культури
- 1884 — відкрито рух Катерининською казенною залізницею, яка з'єднала Донецький вугільний і Криворізький залізорудний басейни
- 1896 — у Нью-Йорку зафіксовано першу в історії ДТП: велосипедист зламав ногу у зіткненні з автомобілем
- 1896 — на Ходинському полі в Москві загинули в тисняві 1389 людей, що брали участь в урочистостях з нагоди коронації Миколи II.
- 1906 — в Санкт-Петербурзі засноване перше легальне білоруське видавництво «Загляне сонца і ў наша аконца»
- 1913 — у Лондоні між Балканською коаліцією (Болгарське царство, Королівство Сербія, Чорногорія та Королівство Греція) і Османською імперією підписано мирний договір, що завершував Першу Балканську війну
- 1919 — у Владивостоці на Другій сесії Української Далекосхідної Крайової Ради ухвалено Конституцію національно-культурної автономії українства на Далекому Сході
- 1921 — засновано Донецький гірничий технікум (з 1926 р. — гірничий інститут)
- 1923 — у Празі засновано Українське історико-філологічне товариство на чолі з Дмитром Антоновичем
- 1942 — авіація Великої Британії здійснила перший масовий наліт на Третій Рейх — в рейді брали участь близько тисячі літаків
- 1980 — Папа Римський Іван Павло II відвідав Францію
- 1982 — 16-м членом НАТО стала Іспанія (перша країна з часу вступу ФРН в 1955 році)
- 1985 — У Франції на авіакосмічному салоні відбувся перший показ літака Ан-124 «Руслан»
- 1999 — У Мінську в тисняві в переході станції метро «Неміга» загинуло 54 людини, сотні поранені.
- 2000 — у день похорону українського композитора Ігоря Білозора, померлого від травм, отриманих у бійці з російськими шовіністами, на вулиці Львова вийшло понад 100 тисяч людей.

## Народились
Дивись також Категорія:Народились 30 травня
- 1423 — Георг фон Пурбах, австрійський астроном і математик
- 1846 — Карл Фаберже, ювелір.
- 1872 — Костянтина Малицька, українська поетеса, прозаїк, перекладач, бібліограф, редактор, педагог, діячка культурно-освітніх товариств у Галичині
- 1887 — Олександр Архипенко, український скульптор та художник, один з основоположників кубізму в скульптурі.
- 1896 — Говард Гоукс, американський кінорежисер («Джентльмени віддають перевагу білявкам»); лауреат «Почесного Оскара» (1975) за внесок у світовий кінематограф.
- 1899 — Ірвінг Грант Тальберг, американський кінопродюсер, один з 36 засновників Американської академії кіномистецтв; його іменем названо приз, що вручається на церемонії присудження «Оскарів» видатним кінопродюсерам.
- 1908 — Ганнес Альвен, шведський фізик і астроном, лауреат Нобелівської премії з фізики 1970 року.
- 1909 — Бенні Гудмен, американський джазмен, кларнетист, прозваний «королем свінгу».
- 1915 — Богдан Весоловський, український пісняр, композитор легкого жанру, акордеоніст.
- 1920 — Борис Піаніда, український художник, мистецтвознавець і педагог.
- 1937 — Олександр Дем'яненко, радянський кіноактор («Операція „И“ та інші пригоди Шурика», «Іван Васильович міняє професію», «Кавказька полонянка»).
- 1950 — Роман Попадюк, американський дипломат і викладач українського походження, 1-й в історії Надзвичайний і Повноважний Посол США в Україні.
- 1957 — Оксана Білозір, співачка, Народна артистка України, екс-міністр культури і туризму.
- 1960 — Теодор Кучар, американський диригент, керівник Національного симфонічного оркестру України (1994–1999).
- 1974 — Big L, американський репер.
- 1981 — Ігор Абакумов, український і бельгійський велосипедист.

## Померли

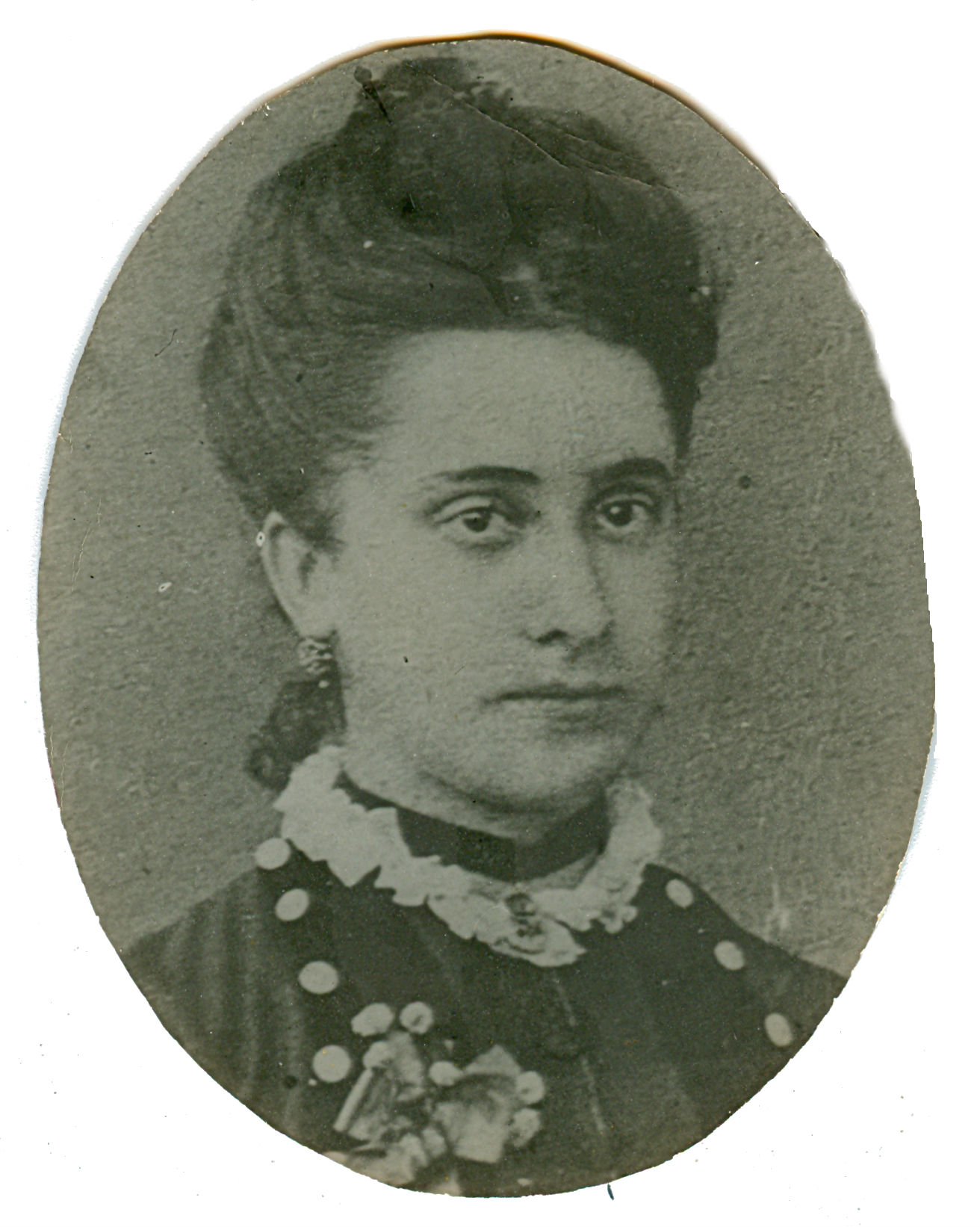
Ольга Рошкевич

Дивись також Категорія:Померли 30 травня
- 1416 — Ієронім Празький, чеський релігійний реформатор (спалений на вогнищі за звинуваченням у єресі)
- 1431 — Жанна д'Арк, національна героїня Франції, католицька свята (спалена англійцями в Руані як єретичка).
- 1640 — Пітер Пауль Рубенс, фламандський живописець.
- 1770 — Франсуа Буше, французький художник і гравер доби рококо.
- 1778 — Вольтер (Марі Франсуа Аруе), французький письменник і філософ.
- 1935 — Ольга Рошкевич, українська перекладачка, збирачка фольклору, перше кохання Івана Франка.

- 1960 — Борис Пастернак, російськомовний поет і письменник єврейсько-українського походження, Нобелівський лауреат 1958 року.
- 1966 — Вяйне Аалтонен, фінський скульптор-монументаліст, медальєр, театральний художник.
- 1975 — Мішель Симон, швейцарський і французький актор театру і кіно.
- 1977 — Пол Дезмонд, американський джазовий альт-саксофоніст і композитор.
- 1986 — Генк Моблі, американський джазовий саксофоніст.
- 2007 — Жан-Клод Бріалі, французький актор, режисер, автор книг, менеджер та продюсер.
- 2008 — Борис Шахлін, український і радянський спортсмен, 7-разовий олімпійський чемпіон зі спортивної гімнастики.